# 轡田隆史
轡田 隆史（くつわだ たかふみ、1936年3月5日 - 2022年8月31日）は、日本のジャーナリスト、サッカー選手。元朝日新聞論説委員、日本ペンクラブ正会員。父の轡田三男（旧姓・横村）もサッカー選手および報知新聞記者であり、学生時代にサッカー日本代表に選出された経験を持つ。

## 来歴
東京府の出身だが太平洋戦争の戦火を逃れるため、従軍記者としてフィリピンへ赴いていた父の帰国と共に一家で埼玉県北足立郡与野町（与野市を経て、現在のさいたま市中央区）へ疎開をした。戦後に埼玉師範学校附属小学校から埼玉師範学校附属中学校へ進学すると中学1年時にサッカーを始め、埼玉県立浦和高等学校、早稲田大学政治経済学部へ進学後もサッカー選手としてプレーをした。
1959年、朝日新聞社に入社。入社同期に筑紫哲也、本多勝一がいる。社会部次長、編集委員、欧米諸国や中東地域での特派員を務めた後、1980年から1983年までテレビ朝日系『BIG NEWS SHOW いま世界は』のキャスター、1988年に論説委員、1996年まで8年間に渡り夕刊1面コラム「素粒子」を執筆した。
編集局顧問を経て1999年3月に朝日新聞社を退社後、著作活動や講演活動のほか、テレビ朝日系の『ニュースステーション』や『スーパーJチャンネル』のコメンテーターを務めた。
2000年6月から2017年3月まで、NHK-FM放送の番組『日曜喫茶室』に「常連客」として出演していた。2014年の時点では日本記者クラブ、日本ペンクラブ、日本エッセイスト・クラブ、日本山岳会の会員を務め、さいたま市（旧浦和市）を中心に発行されている『浦和フットボール通信』でコラム連載や対談などを行っていた。
2020年9月に埼玉県さいたま市より「さいたま市民憲章審議会」の委員を委嘱され、会長職務代理に就任。憲章の文面を起草し、改稿を重ねて憲章案を完成させ、2021年7月1日に制定した。
2022年8月31日、入院先の埼玉県さいたま市の病院で多臓器不全のため死去した。86歳没。

## 人物

### サッカーとの関わり
埼玉県立浦和高等学校ではサッカー部に所属し右ウイングを務めると1年時の1951年に高校選手権（第30回大会）優勝、国民体育大会優勝の二冠を経験。国体決勝の大阪府立三国丘高等学校戦では決勝点をアシストした。早稲田大学ではア式蹴球部に所属しハーフバックを務めた。同期には八重樫茂生や大橋謙三らがいるが、卒業を1年先延ばして1958年まで同部に在籍し、関東大学サッカーリーグ戦や東西学生蹴球対抗王座決定戦などのタイトル獲得に貢献した。
轡田は自身のプレースタイルについて「私は低身長で鈍足な選手だったが、体力に恵まれなくとも『読み』と『ポジショニング』なら努力次第で身に付けることができる。どう学ぶかは『観察』である。派手な素晴らしいプレーではなく、ボールを保持していない選手の動きを綿密に観察することだ」と評している。
1993年には自身のサッカー人生や埼玉県のサッカー史を記した著作を残した（下記参照）。2009年9月には、2018年・2022年W杯の日本開催（2018/2022年FIFAワールドカップ日本招致構想）を目指す招致委員会の委員に選ばれた。
先述の様に父の轡田三男も元サッカー選手であり、神奈川県立横浜第二中学校、早稲田第二高等学院、早稲田大学に所属。早大1年時の1927年に日本代表選手として中華民国の上海で開催された第8回極東選手権大会に参加。続く満州と朝鮮への遠征にも帯同し、国際Cマッチ4試合に出場した。

## 出演番組

### テレビ
すべてテレビ朝日の番組
| 期間       | 期間       | 番組名                   | 役職                       |
| ---------- | ---------- | ------------------------ | -------------------------- |
| 1980年4月  | 1983年3月  | BIG NEWS SHOW いま世界は | キャスター                 |
| 1998年4月  | 2002年9月  | スーパーJチャンネル      | 隔日交代でのコメンテーター |
| 1999年4月  | 1999年12月 | ニュースステーション     | コメンテーター             |
| 2002年10月 | 2004年3月  | スーパーJチャンネル      | 月・木曜日コメンテーター   |
| 2004年4月  | 2008年9月  | スーパーJチャンネル      | 月曜日コメンテーター       |
| 2008年10月 | 2010年3月  | スーパーJチャンネル      | 金曜日コメンテーター       |

### ラジオ
- 日曜喫茶室（NHK-FM）

## 主な著書
- 『現代世界の構図を読む : いま世界はどう動いているか』高文研、1984年5月10日。ASIN B000J6WSA0NDLJP:12238882。
- 『枯れ葉作戦の傷跡』 （朝日新聞社、1988年） ISBN 4022605235
- 『顔のある文章の作り方』 （高文研、1988年） ISBN 4874980910
- 『キックオフの笛が鳴る - サッカーの歩みと魅力』 （さきたま出版会、1993年） ISBN 4878910496
- 『いきいきと手紙を書く』 （講談社、1999年） ISBN 4061494678
- 『小論文に強くなる』 （岩波書店、2000年） ISBN 400500346X
- 『就職・転職にいきる文章術 』 （角川書店、2002年） ISBN 4047041084
- 『「逆に考える」人が成功する』 （成美堂出版、2003年） ISBN 4415070167
- 『「考える力」をつける本 -「頭の壁」をガツンと破る方法』 （三笠書房、2004年） ISBN 4837920667
- 『要約力―書く、読む、話す すべての能力は「要約力」で決まる!』 （主婦の友社、2005年） ISBN 4072460508
- 『「ワンパターン」を変えなさい!―「失敗を繰り返す人」「勝ちに乗る人」の差はここにある!』 （成美堂出版、2005年） ISBN 4415073832
- 『いまを読む名言 昭和天皇からホリエモンまで 』（講談社、2006年） ISBN 4062753707
- 『豆腐と縄文人と』 （柏艪舎、2006年） ISBN 4434085913
- 『「あらすじ」と「読みどころ」世界の「名著」50』 （三笠書房、2008年） ISBN 4837922473
- 『1000冊読む!読書術』 （三笠書房、2009年） ISBN 483792347X
- 『人生の見方を変える 名著の読み方』 （中経出版、2010年） ISBN 4806136344
- 『さらさら書ける小論文練習帳』 （静山社、2010年） ISBN 4863890451
- 『読むだけですぐに身につく! 「聞く力」の育て方』 （静山社、2012年） ISBN 4863891857
- 『「考える力」をつける本: 本・ニュースの読み方から情報整理、発想の技術まで』 （三笠書房、2013年） ISBN 4837925138
- 『続「考える力」をつける本: 勉強法、議論の作法から歴史の使い方、人生の楽しみ方まで』 （三笠書房、2014年） ISBN 4837925405
- 『それでも「老人力」: 年を取るほどに、毎日を面白くするヒント』 （三笠書房、2014年） ISBN 4837925537
- 『10年経っても色褪せない旅の書き方』 （PHP研究所、2014年） ISBN 4569821650
- 『心に効くいい人生をつくる11行の話』PHP研究所、2015年1月。ISBN 978-4-569-82242-6。
- 『酔眼耄碌翁のたわごと』出版芸術社、2018年12月。ISBN 978-4-88293-513-1。
- 『100歳まで読書 「死ぬまで本を読む」知的生活のヒント』三笠書房、2019年11月。ISBN 978-4-8379-2807-2。
- 『競輪という世界』文藝春秋〈文春新書〉、2020年11月。ISBN 978-4-16-661289-5。
- 『快老生活のすすめ』三笠書房〈知的生きかた文庫〉、2021年7月。ISBN 978-4-8379-8728-4。